# Otilio Ulate Blanco
Luis Rafael de la Trinidad Otilio Ulate Blanco (Alajuela, 25 de agosto de 1891 - San José, 27 de octubre de 1973) fue un político y periodista costarricense, 31.° presidente de la República de Costa Rica de 1949 a 1953.

## Primeros años
Sus padres fueron Ildefonso Ulate y Ermida Blanco (de origen francés). No contrajo matrimonio, pero tuvo dos hijas con la señora Haydée Rojas Smith (1916-1983): Olga Marta Ulate Rojas (1937-2007) y María Ermida Ulate Rojas (1938-2022).

## Carrera política
Fue miembro de la Asamblea Constituyente de 1917, que abandonó por discrepancias con el gobierno del Presidente Federico Tinoco Granados. De 1926 a 1934 fue Diputado y en 1942 presidió la Municipalidad de San José.
Trabajó principalmente como periodista y fue director de "LA HORA" y propietario del Diario de Costa Rica, desde donde dirigió el proselitismo en su campaña política.

## Elección de 1948
Encabezó a la oposición en las elecciones del 8 de febrero de 1948, en las que derrotó al expresidente Rafael Calderón Guardia. El Tribunal Electoral lo declaró provisionalmente Presidente electo, pero el Congreso Constitucional, donde prevalecía el partido calderonista y sus aliados comunistas, anuló el 1.º de marzo los comicios presidenciales, al haberse quemado las papeletas a presidente en un incendio no esclarecido. Ulate fue detenido y encarcelado en la Penitenciaría, aunque recobró la libertad por intervención del Arzobispo Víctor Sanabria Martínez y del Embajador de los Estados Unidos.

## Guerra Civil
Estalló una guerra civil en 1948, la que terminó con la derrota del gobierno de Teodoro Picado Michalski y el ascenso al poder de una Junta de Gobierno presidida por José Figueres Ferrer, la que se adjudicó el poder durante dieciocho meses. Esta convocó a una Asamblea Constituyente, que elaboró la actual Constitución Política de la República de Costa Rica de 1949 y ratificó la elección de Otilio Ulate Blanco y dispuso que ejerciera el poder de 1949 a 1953.

## Presidencia (1949-1953)
Su administración se caracterizó por su buena gestión en materia económica, fundó el Consejo Nacional de Producción (CNP), el Banco Central de Costa Rica (ente principal financiero del país), la Contraloría General de la República, la Ley del Aguinaldo y los inicios del Aeropuerto Internacional Juan Santamaría. Se crea en su administración el Consejo Superior de la Educación.

## Años posteriores
Fue candidato a la Presidencia de la República en 1962 y embajador de Costa Rica en España de 1970 a 1971. La Asamblea Legislativa lo declaró Benemérito de la Patria en 1974. Sus principales escritos fueron recogidos y publicados por su hija primogénita, Olga Marta Ulate Rojas en un volumen titulado A la luz de la moral política.
Fue miembro de la Academia Costarricense de la Lengua desde 1941 hasta su fallecimiento.
| Predecesor: Junta Fundadora de la Segunda República | 31.º Presidente de Costa Rica 8 de noviembre de 1949 - 8 de noviembre de 1953         | Sucesor: José Figueres Ferrer              |
| Predecesor: Roberto Quirós Sasso 1953-1958          | Diputado de la Asamblea Legislativa de Costa Rica (5.º puesto por Alajuela) 1958-1962 | Sucesor: Nathaniel Arias Murillo 1962-1966 |